# オイスターマイスター
オイスターマイスターは、日本オイスター協会による民間資格。2005年10月、協会設立とともにスタートした。

## 概要
日本オイスター協会が実施する講習および検定試験を受検し、合格することで取得可能である。
オイスターマイスターは“ジュニアオイスターマイスター”、“オイスターマイスター”、“グランオイスターマイスター”の順に３つの資格がある。

## 資格概要
基本はジュニアオイスターマイスターからスタートし、ステップアップして次の段階へと進む。
ジュニアオイスターマイスター (Junior Oyster Meister)
- カキの基礎知識を持っており、それを伝えることができる。
- オンライン（インターネット）で受検可能。オンライン検定試験がそのままテキストとなっている。

オイスターマイスター (Oyster Meister)
- カキの素晴らしさを伝え、カキの栄養および衛生管理の知識を持ち、カキの殻を開けるなど簡単なカキの調理を行うことができる。

グランオイスターマイスター (Grand Oyster Meister)
- カキを取り扱うことを仕事としており、カキを通じて社会に貢献(活躍)することができる